# Castelões (Tondela)
Castelões is een plaats (freguesia) in de Portugese gemeente Tondela en telt 1768 inwoners (2001).